# Nord Conforest
Nord Conforest SA este o companie de construcții civile, de drumuri și poduri, precum și lucrări hidrotehnice și de mediu, din România[1]. Compania a fost înființată în anul 1960 și privatizată în anul 1991, fiind o societate pe acțiuni pe listă închisă, cu capital integral românesc. În anul 2022, societatea a avut un număr mediu de 205 angajați și o cifră de afaceri de 92.107.951,44 lei.u.
Număr de angajați în 2022: 205
Cifra de afaceri în 2006: 5 milioane euro